# Raisin Bank
Die Raisin Bank AG ist ein deutsches CRR-Kreditinstitut mit Sitz in Frankfurt am Main. Das Unternehmen mit Vollbanklizenz ist auf Firmenkunden spezialisiert und fungiert als Kooperationspartner für Drittunternehmen.

## Gründung und Entwicklung
Die Raisin Bank wurde im Jahr 1973 unter dem Namen Mitteleuropäische Handelsbank AG Deutsch-Polnische Bank in Frankfurt am Main durch die Hessische Landesbank und die polnische Bank Handlowy gegründet. Das deutsche Kreditinstitut ist vorwiegend als Dienstleister im Business-to-Business-Bereich tätig und firmierte unter dem Namen MHB-Bank. Seit dem Jahr 2005 war die Bank eine Tochtergesellschaft der US-amerikanischen Investmentgesellschaft Lone Star. Im März 2019 wurde bekannt, dass die Raisin GmbH mit Sitz in Berlin (Inhaber der Marke WeltSparen) die Bank übernommen hat. Im August 2019 erfolgte die Umfirmierung zur Raisin Bank. Im Juni 2022 hat die Raisin Bank ihr Geschäft um den Bereich Zahlungsverkehr (elektronischer Zahlungsverkehr und Bargeldlösungen) durch den Kauf der Sparte Payment Services vom Bankhaus August Lenz & Co. erweitert.

## Dienstleistungen
Die Raisin Bank fungiert im Bereich Servicebanking, insbesondere im Bereich Kredit- und Kreditportfolioservicing. Weiterhin ist die Bank als Kooperationspartner für verschiedene Unternehmen tätig, hier mit besonderer Ausrichtung auf FinTechs. Im Kreditgeschäft begleitet die Raisin Bank AG ihre Partner als Frontingbank über den gesamten Prozessablauf von der Kreditneuausreichung über die Prolongation sowie Zins- und Konditionsanpassungen bis zur Restrukturierung. Die Bank tritt hier als Treuhänder oder als Unterbeteiligter auf. Durch den sogenannten EU-Pass besteht die Möglichkeit der Zusammenarbeit mit ausländischen Kunden des EU-Wirtschaftsraums. Unter dem Leistungspunkt Transactionbanking bietet die Raisin Bank ihren Kunden Kontoführung und Zahlungsverkehrsdienstleistungen für das In- und Ausland an.
Die Raisin Bank AG kooperiert unter anderem mit der Online-Plattform WeltSparen, über die seit Ende 2013 die Möglichkeit besteht, Geld bei europäischen Banken zu einem in der Regel höheren Zinssatz als in Deutschland anzulegen.
Einlagen bei der Raisin Bank unterliegen bis zu einer Höhe von 100.000 Euro pro Person der Sicherung durch die Entschädigungseinrichtung deutscher Banken (EdB).